# Ferdinand Bernard Bartmann
Ferdinand Bernard Bartmann (* 25. Oktober 1854 in Burgsteinfurt; † 12. Januar 1939 in Meran) war ein deutscher Unternehmer.

## Leben

Ferdinand Bernard Bartmann

Bernard Bartmann war das erste Kind aus der Ehe des Lohgerbers und Lederhändlers Goswin Bartmann mit seiner dritten Ehefrau Luise, geb. Dallmöller. Sein Vater starb, als er 5 Jahre alt war. 1867–1871 besuchte er das Arnoldinum in Burgsteinfurt und ging mit dem „Einjährigen“ ab. Anschließend absolvierte er eine Lehre als Lohgerber, erwarb sich kaufmännische Grundkenntnisse und verbrachte zwei Jahre in Manchester, wo er die aufstrebende Textilindustrie kennenlernte. 1877 wurde er zum einjährigen Wehrdienst nach Münster eingezogen.

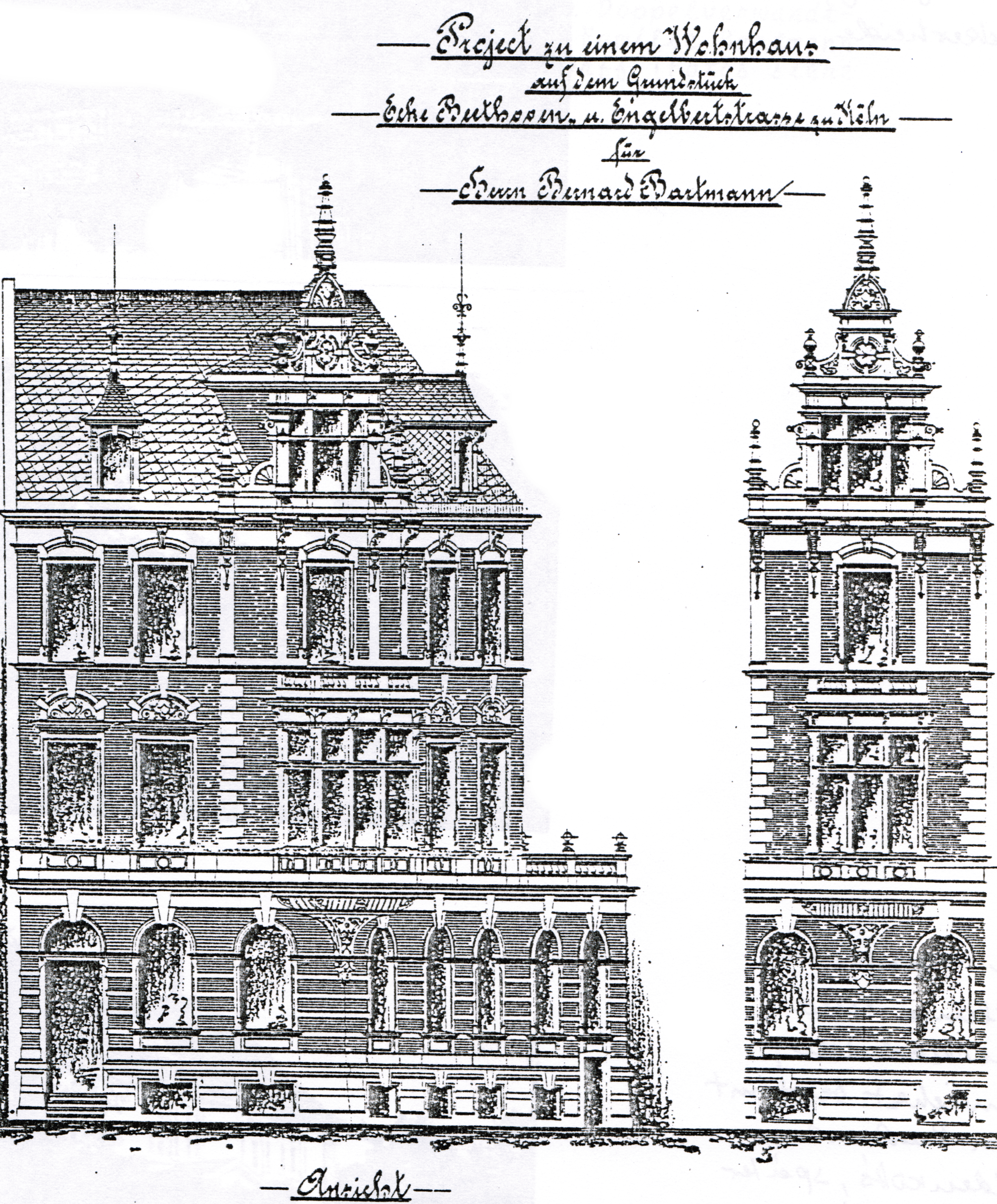
Haus Bartmann, Köln-Neustadt-Süd, Beethovenstraße 13 (1887), im Zweiten Weltkrieg zerstört

1881 heiratete er Franziska Wattendorff, Tochter des Borghorster Textilfabrikanten Joseph Wattendorff, mit der er zwischen 1882 und 1898 eine Tochter und sechs Söhne bekam, darunter Josef Bartmann, Ferdinand Bartmann und Heinrich Bartmann. Er zog mit seiner Frau zunächst nach Aachen und eröffnete dort ein Agentur- und Commissionsgeschäft, das sich mit dem internationalen Handel von Luxusgütern wie dem Export von französischer Seide, englischen Baumwollestoffen und russischem Fischbein in die USA, beschäftigte. 1885 verlegte er den Wohn- und Geschäftssitz nach Köln und dehnte mit seinem 1871 in die USA emigrierten Halbbruder Joseph Bartmann das Unternehmen weiter aus. Es firmierte nunmehr als Bartmann & Co und hatte Niederlassungen in Köln, Antwerpen, Manchester und New York. 1887 ließ er sich in der Kölner Neustadt-Süd, Beethovenstraße 13, Ecke Engelbertstraße, ein repräsentatives dreigeschossiges Wohnhaus im Stil der niederländischen Neorenaissance bauen. 
Nachdem das USA-Geschäft durch Erhöhung der Schutzzölle in Folge des durch William McKinley eingeleiteten Tariff Act von 1890 schwieriger geworden war, wandte sich Bartmann der Produktion für den Binnenmarkt zu. 1899 trat er als persönlich haftender Gesellschafter in die Borghorster Warps-Spinnerei, an der seine Schwiegereltern beteiligt waren, ein und zog nach Münster. Er kümmerte sich maßgeblich um den Wiederaufbau der durch einen Großbrand 1907 zerstörten Anlagen der ein Jahr zuvor hinzugekauften ehemaligen Spinnerei und Weberei Rabe, Brader & Co. an der Gantenstraße in Borghorst und baute sie nach modernsten Gesichtspunkten zur neuen Firmenzentrale aus.
1912 erwarb Bartmann in Beeck bei Wegberg, Kreis Erkelenz, die in Konkurs gegangene Firma May-GmbH und gründete daraus zusammen mit seinem Sohn Josef, dem Reichstagsabgeordneten Carl Herold und zwei weiteren Partnern die Baumwollspinnerei Bartmann & Sohn GmbH. 1914 heiratete die Tochter Margarethe Herolds Sohn Dr. jur. Ferdinand Herold. Bartmann führte das Unternehmen bis 1938. Mitgeschäftsführer waren bis 1920 sein Sohn Josef und danach bis 1935 sein Schwiegersohn Ferdinand.